# Aplysia
Aplysia es un género de molusco gastrópodo opistobranquio de la familia Aplysiidae, perteneciente al orden anaspidea (conocido comúnmente como liebres de mar). Este género incluye especies que alcanzan el mayor tamaño entre las babosas marinas, 99 cm y casi 14 kg de peso, en el caso de Aplysia vaccaria.
Habitan principalmente zonas mareales y submareales, en aguas templadas y tropicales de los océanos Atlántico, incluido el mar Mediterráneo, el Índico, incluido el mar Rojo, y el Pacífico.

## Especies
El Registro Mundial de Especies Marinas reconoce como válidas las siguientes especies en el género:
| - Aplysia argus Rüppell & Leuckart, 1830 - Aplysia californica J. G. Cooper, 1863 - Aplysia cedrosensis Bartsch & Rehder, 1939 - Aplysia cervina (Dall & Simpson, 1901) - Aplysia cornigera G. B. Sowerby I, 1869 - Aplysia cronullae Eales, 1960 - Aplysia dactylomela Rang, 1828 - Aplysia denisoni E. A. Smith, 1884 - Aplysia depilans Gmelin, 1791 - Aplysia dura Eales, 1960 - Aplysia extraordinaria (Allan, 1932) - Aplysia fasciata Poiret, 1789 - Aplysia gigantea G. B. Sowerby I, 1869 - Aplysia inca d'Orbigny, 1837 - Aplysia juliana Quoy & Gaimard, 1832 - Aplysia keraudreni Rang, 1828 - Aplysia kurodai Baba, 1937 - Aplysia lineolata A. Adams & Reeve, 1850 | - Aplysia maculata Rang, 1828 - Aplysia morio (A. E. Verrill, 1901) - Aplysia nigra d'Orbigny, 1837 - Aplysia oculifera A. Adams & Reeve, 1850 - Aplysia parvula Mörch, 1863 - Aplysia punctata (Cuvier, 1803) - Aplysia rehderi Eales, 1960 - Aplysia reticulata Eales, 1960 - Aplysia reticulopoda Beeman, 1960 - Aplysia robertsi (Pilsbry, 1895) - Aplysia rudmani Bebbington, 1974 - Aplysia sagamiana Baba, 1949 - Aplysia sowerbyi Pilsbry, 1895 - Aplysia sydneyensis G. B. Sowerby I, 1869 - Aplysia tanzanensis Bebbington, 1974 - Aplysia vaccaria Winkler, 1955 Especie cuya validez es incierta o disputada por expertos: - Aplysia vexans Bergh, 1905 (taxon inquirendum) |

## Galería

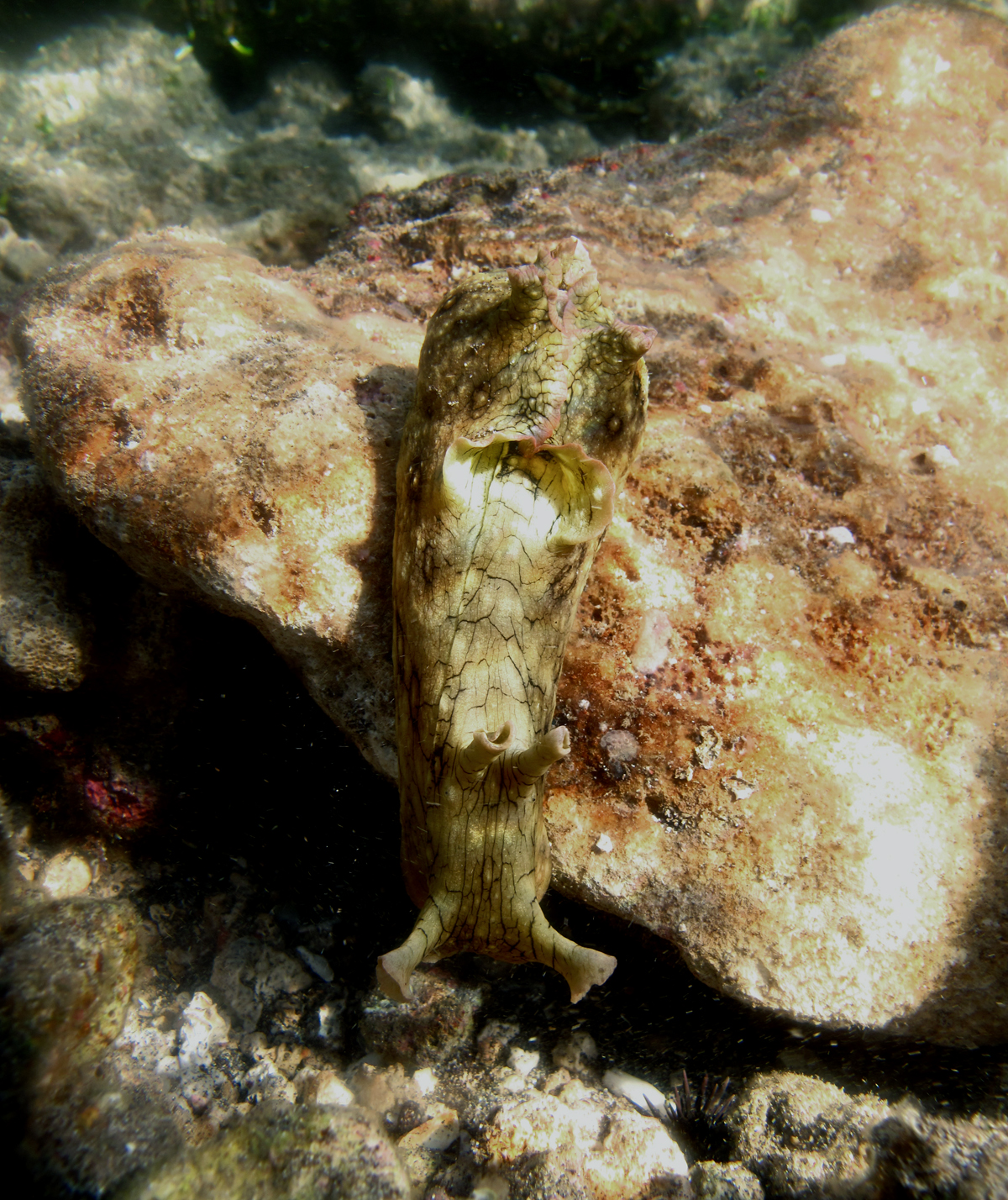
Aplysia argus
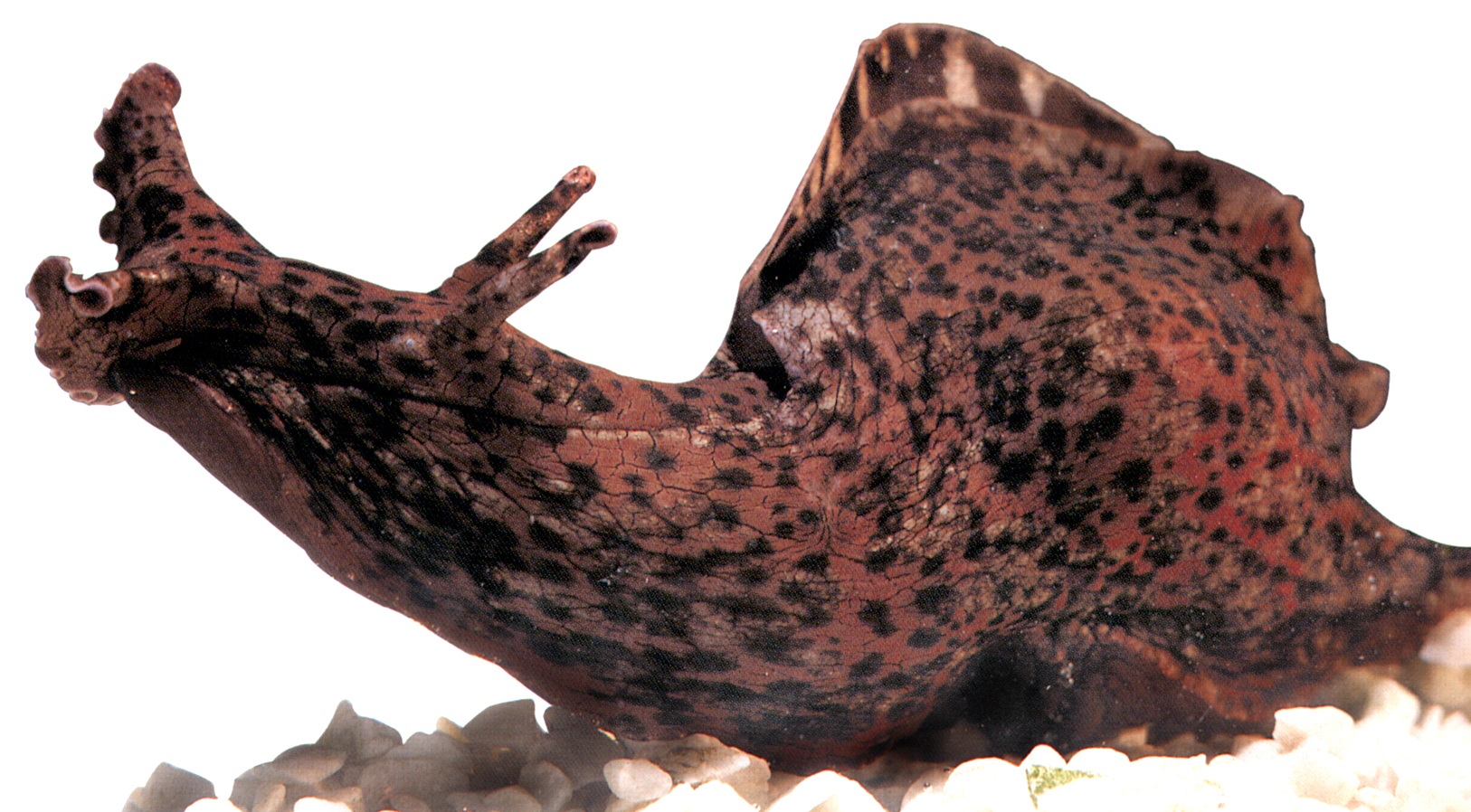
Aplysia californica
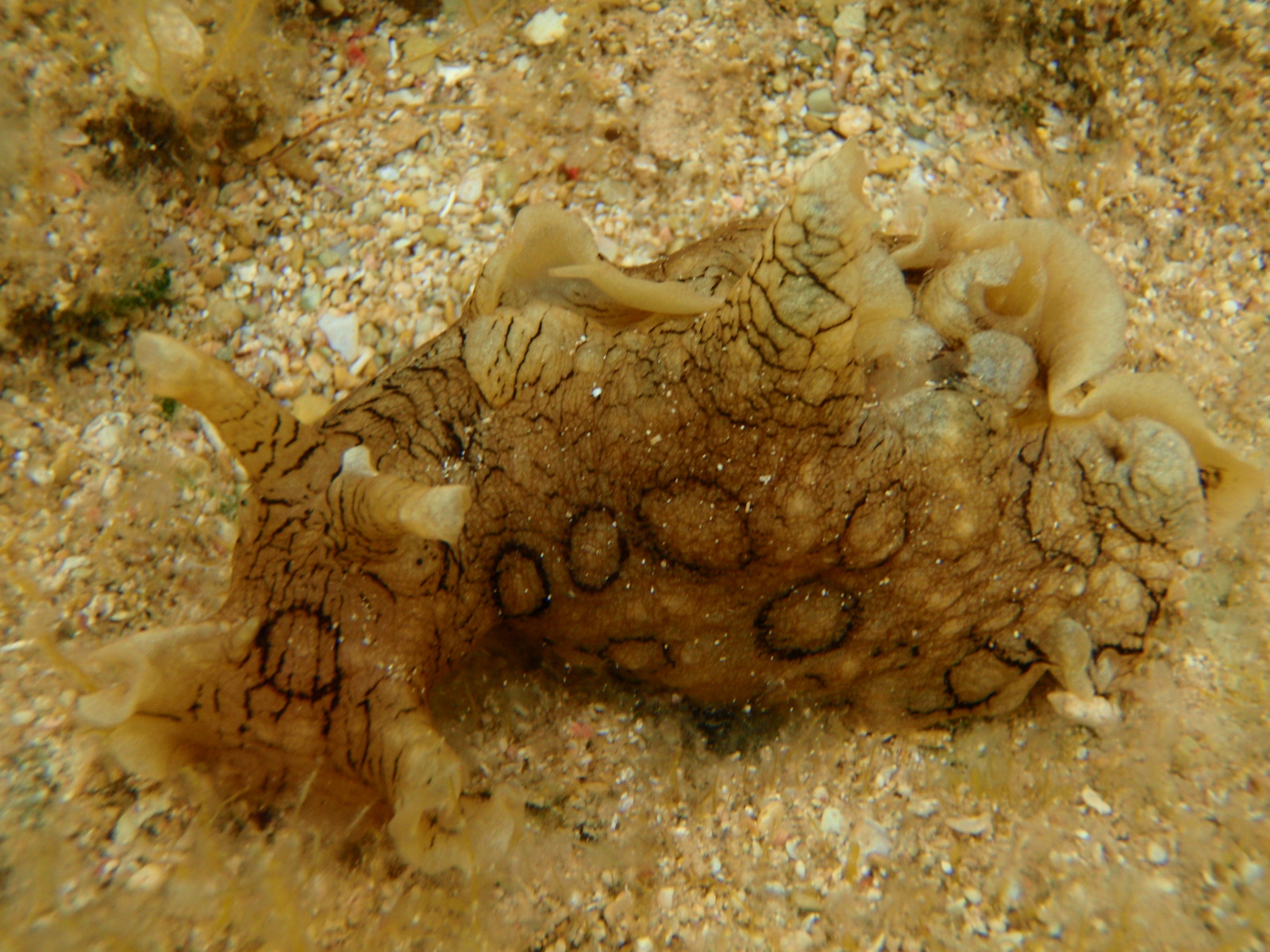
Aplysia dactylomela
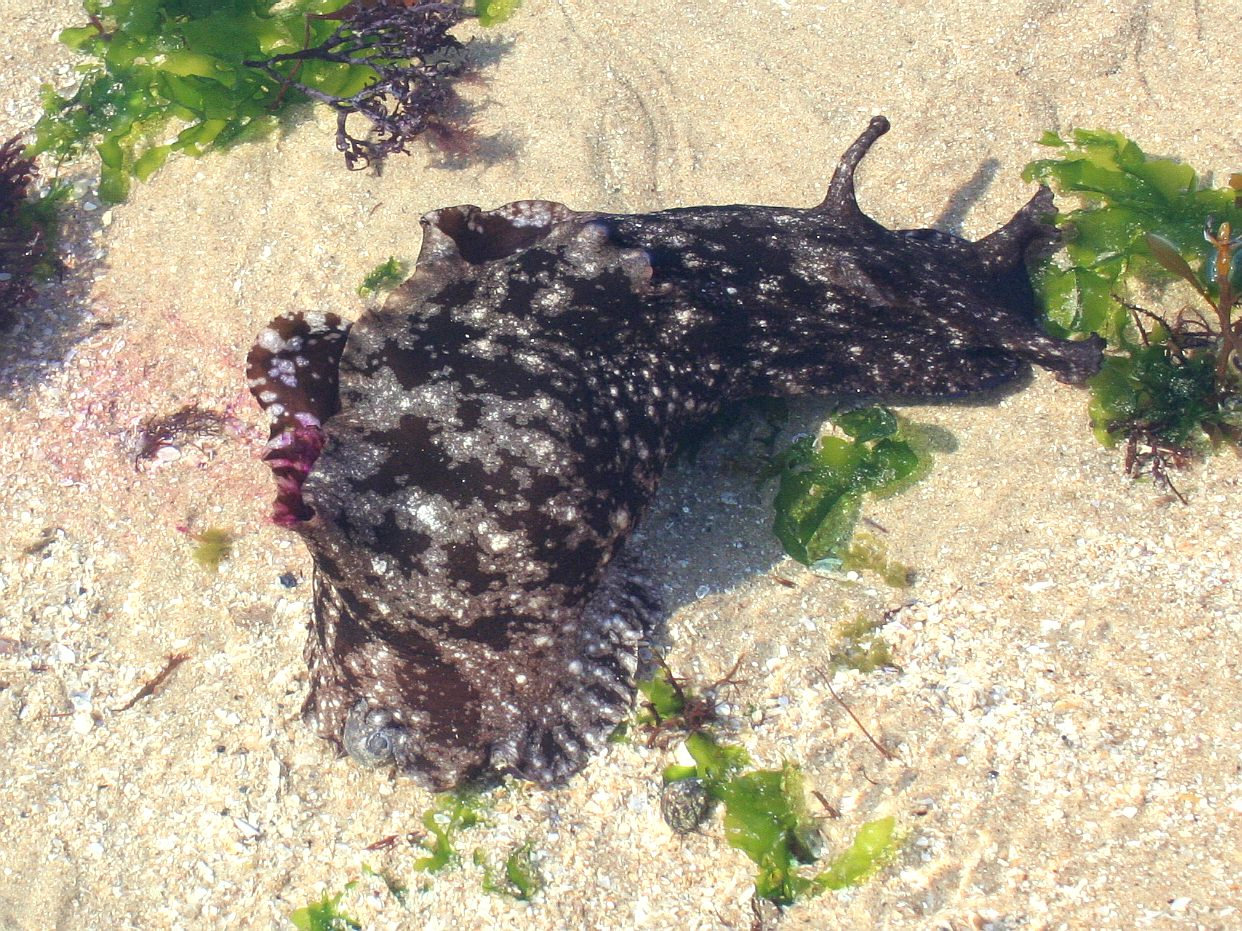
Aplysia depilans
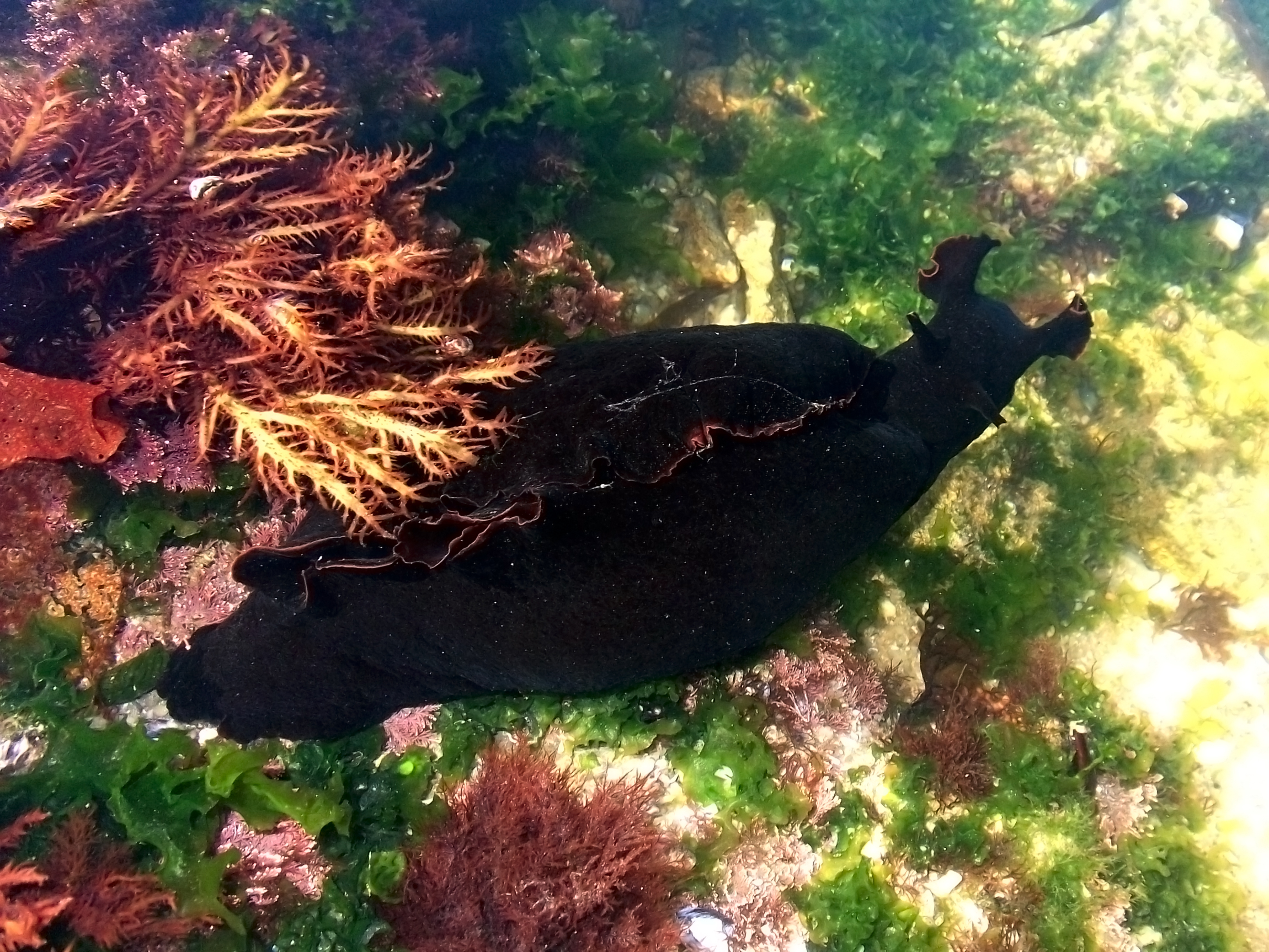
Aplysia fasciata
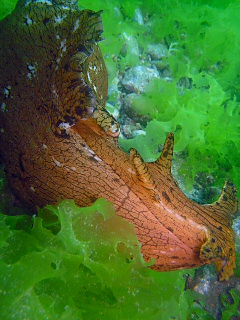
Aplysia gigantea
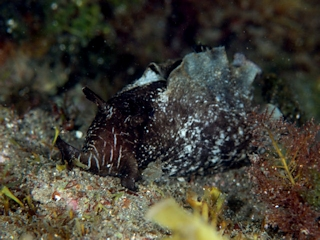
Aplysia kurodai
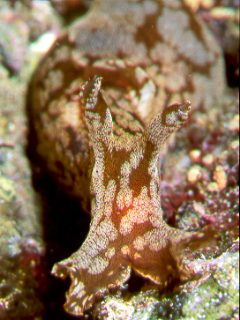
Aplysia juliana
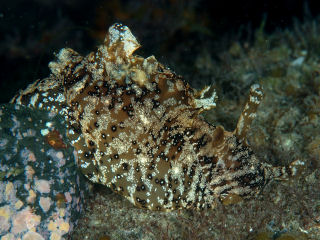
Aplysia oculifera
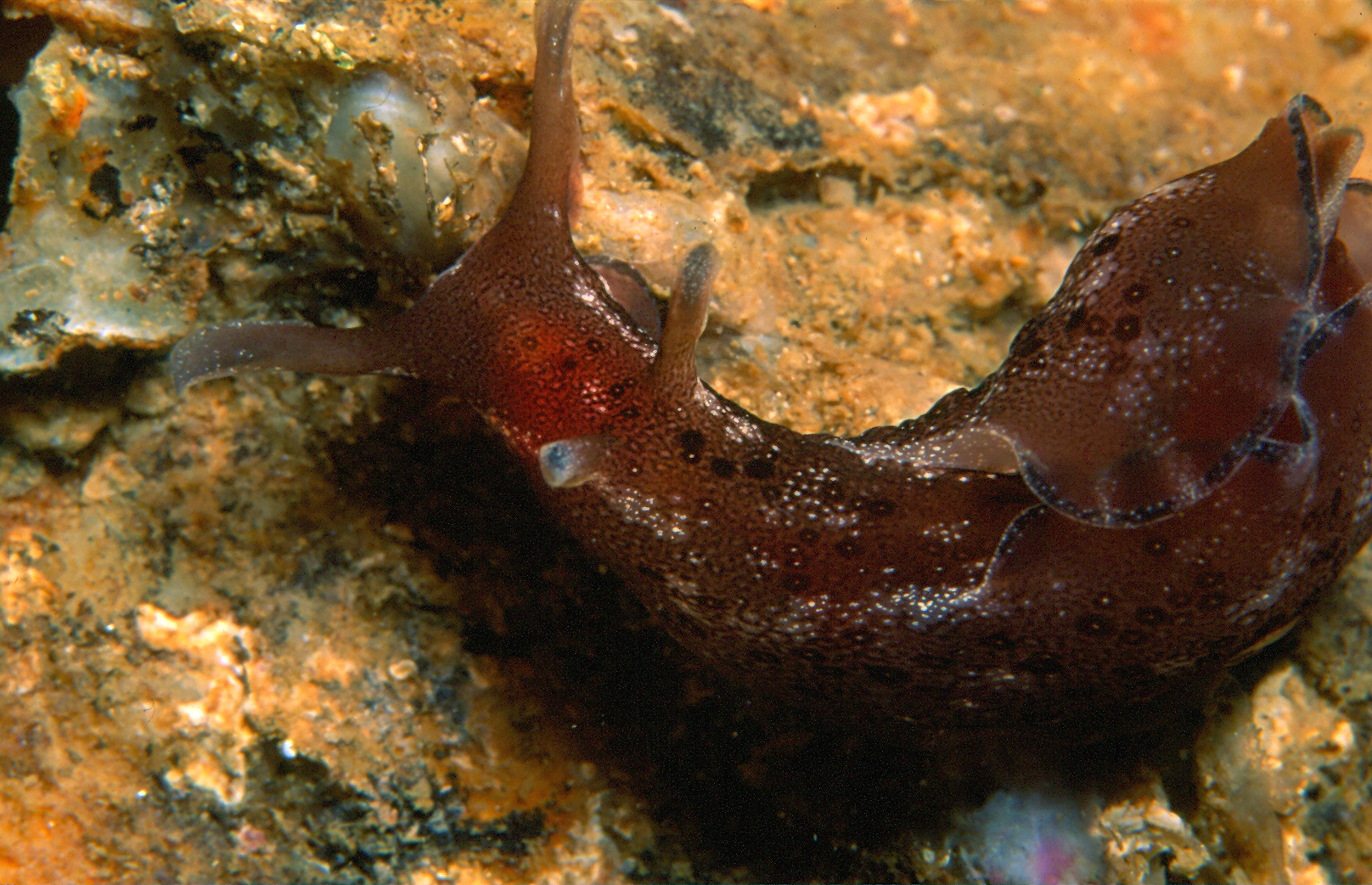
Aplysia parvula
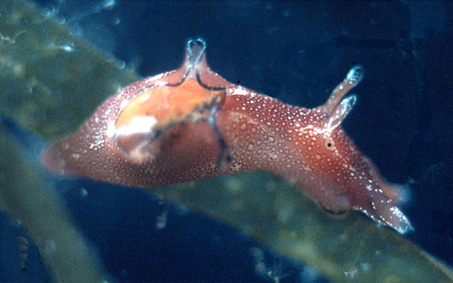
Aplysia punctata
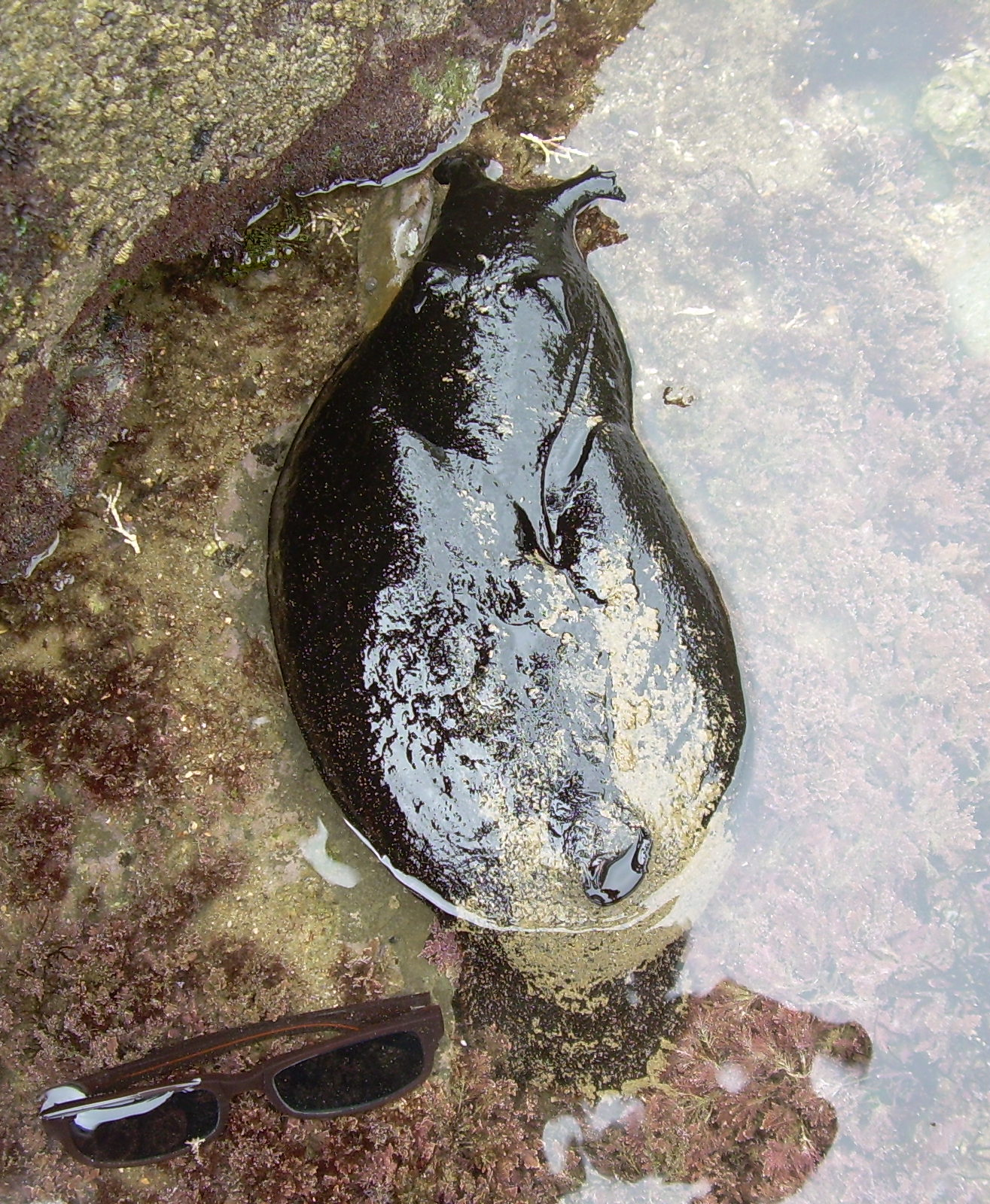
Aplysia vaccaria

## Morfología

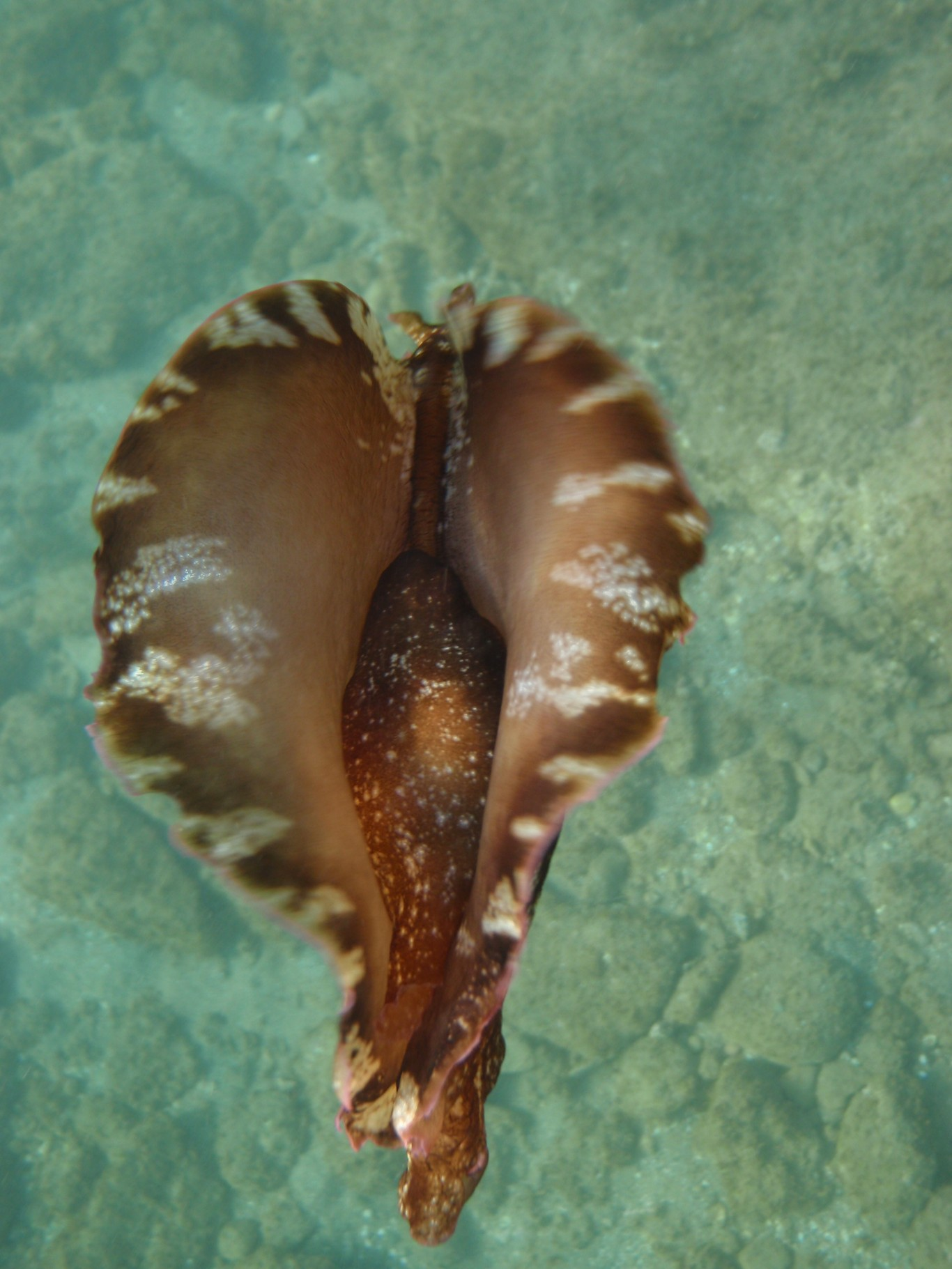
Aplysia fasciata nadando

Sus rinóforos alargados y la forma de la parte frontal de la cabeza les han proporcionado el nombre común de "liebres de mar". Cuentan con una pequeña y plana concha vestigial interna, que recubre sus vísceras, corazón y otros órganos. El manto dorsal, o notum, está modificado en dos porciones que parecen alas, llamados parapodios, que recubren las branquias ayudando a canalizar el agua hacia las mismas. Una vez extraído el oxígeno, el agua es expulsada al exterior por medio del sifón, ubicado en el manto, en medio de los parapodios. 
Suelen desplazarse arrastrándose por el fondo con su pie muscular, aunque algunas especies del género han desarrollado sus parapodios convirtiéndolos en "alas" que les permiten nadar distancias moderadas.

## Reproducción
Son ovíparos y hermafroditas, que cuentan con genitales masculinos y femeninos: vagina y pene. En primavera y verano se forman agregaciones de individuos para copular, alternando el papel de macho y hembra según la ocasión. Con frecuencia se forman cadenas y círculos de individuos copulando juntos, en los que un mismo ejemplar ejerce de macho, introduciendo su esperma en el ejemplar contiguo, y a la vez, es inseminado en su vagina por el otro ejemplar contiguo, y así sucesivamente.
Los huevos son fertilizados en una cámara de almacenamiento de esperma llamada receptáculo seminal. Tras varias horas de cópula, realizan durante una hora o más la puesta de huevos, consistente en tiras de millones de embriones.
Una feromona sexual, la proteína atractina, se libera al agua junto a los cordones de huevos, y promueve la atracción de otros miembros de la misma especie en Aplysia. La atractina interactúa con otras tres feromonas proteicas (enticina, temptina o seductina) para estimular la atracción de parejas y promover la oviposición.

## Alimentación
Son herbívoros, alimentándose principalmente de macroalgas, tanto verdes, como rojas, de los géneros Laurencia, Gracilaria, Ulva o Enteromorpha.

## Hábitat y distribución
Estas grandes babosas marinas se distribuyen por los océanos Atlántico, incluido el mar Mediterráneo, el Índico, incluido el mar Rojo, y el Pacífico.
Habitan aguas templadas y tropicales, en un rango de temperatura entre 2.89 y 29.21 °C, y en un rango de profundidad entre 0 y 1.253 m.

 Principalmente se localizan en zonas intermareales y sublitorales, aunque también se localizan a mayor profundidad en montañas marinas.